# Jennersdorf
Jennersdorf (in ungherese: Gyanafalva, in sloveno: Ženavci) è un comune austriaco di 4 128 abitanti nel distretto di Jennersdorf, in Burgenland, del quale è capoluogo e centro maggiore; ha lo status di città capoluogo di distretto (Bezirkshauptstadt). Il 1º gennaio 1971 ha inglobato i comuni soppressi di Grieselstein, Henndorf im Burgenland e Rax.

## Geografia
Le comuni catastali sono Grieselstein, Henndorf im Burgenland, Jennersdorf e Rax.